# アライアンス・バーンスタイン
アライアンス・バーンスタイン株式会社（英語:AllianceBernstein Japan Ltd.、略称:AB）は、米国ニューヨーク州に本社を置く世界有数の資産運用会社アライアンス・バーンスタイン・エル・ピーの日本法人。AXA（アクサ）グループに属する。東京都千代田区に本社を置く。

## 沿革
- 1986年 - アライアンス・キャピタル・マネジメント・ジャパン・インク（米国デラウェア州法人）の東京支店を設立
- 1987年 - 関東財務局に有価証券投資に係る投資顧問業登録
- 1987年 - 有価証券投資に関する一任契約に係る業務の認可取得
- 1993年 - エクイタブル・キャピタル・マネジメント・ジャパン（日本の投資一任業者）を吸収合併
- 1994年 - グロース株式の調査・運用部門を設置
- 1996年 - 100%子会社アライアンス・キャピタル投信株式会社を設立､証券投資信託法上の委託会社としての免許を取得
- 1997年 - 年金基金の資産運用を開始
- 1997年 - 日本で業界初の毎月分配型国内投資信託となった「アライアンス・ハイ・イールド・オープン」を設定
- 1999年 - 有価証券に係る投資顧問業登録
- 1999年 - 投資一任契約に係る業務の認可
- 2000年 - アライアンス・キャピタル・マネジメント・ジャパン・インク東京支店の営業を譲り受け、商号をアライアンス・キャピタル・アセット・マネジメント株式会社に改める
- 2001年 - 債券の調査・運用部門を設置
- 2002年 - バリュー株式の調査・運用部門を設置
- 2005年 - ブレンド戦略の運用部門を設置
- 2006年 - 商号をアライアンス・キャピタル・アセット・マネジメント株式会社からアライアンス・バーンスタイン株式会社に変更
- 2010年 - 福岡営業所を設置
- 2012年 - AB未来総研設立
- 2016年 - アライアンス・バーンスタイン証券会社　東京支店の事業を一部譲り受ける